# هایاتو موروتسو
هایاتو موروتسو (انگلیسی: Hayato Murotsu؛ زادهٔ ۱۲ آوریل ۲۰۰۰) بازیکن فوتبال اهل ژاپن است.
از باشگاه‌هایی که در آن بازی کرده‌است می‌توان به باشگاه فوتبال سرزو اوساکا اشاره کرد.